# Rudolf Grossmann
Rudolf Grossmann, född 25 januari 1882, död 28 november 1941, var en tysk konstnär.
Grossmann utbildade sin stil främst genom resor, bland annat i Sverige. Som grafiker försökte Grossmann sammansmälta en luftig impressionism med uttrycksfull komposition. Grossmann var även verksam som illustratör.